# Moulin à eau Nelson McArthur
Pour les articles homonymes, voir Moulin à eau (homonymie).
Le Moulin à eau Nelson McArthur de Rougemont est l'un des derniers moulins à eau du Québec. Construit en 1831, il est situé le long d'un ruisseau qui descend de la montagne.

## Construction
Il a été construit après 1831.

## Chronologie
(janvier 2012).
- Évolution du bâtiment :
  - Vers 1876 : Le moulin à scie cesse ses activités.
  - 1909 : Le moulin à farine cesse ses opérations.
- Propriétaires :
  - date? : Samuel et Stephen Andres
  - date? : Honorable Lewis-Thomas Drummond et Josephte-Elmire Debartzch
  - 1858 : John Standish
  - 1878 : James Standish, frère du précédent
  - 1905 : James Nelson Standish et Edward Payne Standish, tous deux fils du précédent
  - 1933 : James Nelson Standish fait donation de sa moitié à Mlle Aline Estella Standish (qui épousera John McArthur). Lors du décès de celle-ci, il y aura une répartition entre John McArthur, son mari et Nelson McArthur, son fils. Aussi, Edward Payne Standish lègue sa moitié à Ethel Standish.
  - 1961 : Nelson McArthur acquiert la deuxième moitié de la terre et des bâtiments, dont le moulin.
- Meuniers :
  - 1831 : Jean-Baptiste Bousquet
- Transformations majeures :

## Architecture
Le bâtiment est en bois, pièces sur pièces, recouvert de planches verticales, érigé sur un solage de pierres. Le toit est à deux versants. La cage de la grande roue est en maçonnerie. «Face à cette même grande roue, il existe les restes d’un petit bâtiment à trois côtés qui contenait un poêle de fonte servant à empêcher la formation de glace dans la grande roue, par les temps froids de l’automne et de l’hiver.» Les fenêtres du moulin sont à petits carreaux. La porte est une porte cloutée avec ses accessoires de forge (gonds, pentures, serrure et poignée).
Le moulin compte deux planchers. Les mécanismes sont situés au rez-de-chaussée (roues, courroies, pesées, outils de toutes sortes, etc.), de même que le logis du meunier. La moulange et le bluteau sont situés au second plancher. Une meule est exposée à l'extérieur près de la galerie de la maison.

## Protection patrimoniale
En 2003, la municipalité de Rougemont a inclus le moulin dans une zone patrimoniale.

## Mise en valeur
- Constat de mise en valeur : Le moulin n'est pas ouvert au public. Le site a servi de décors de cinéma dans les années 1950 ou 1960.
- Site d'origine : Oui
- Constat sommaire d'intégrité :
- Responsable :